# Myctophum brachygnathum
Myctophum brachygnathum är en fiskart som först beskrevs av Bleeker, 1856.  Myctophum brachygnathum ingår i släktet Myctophum och familjen prickfiskar. Inga underarter finns listade i Catalogue of Life.